# Bactrocera pagdeni
Bactrocera pagdeni är en tvåvingeart som först beskrevs av Malloch 1939.  Bactrocera pagdeni ingår i släktet Bactrocera och familjen borrflugor. Inga underarter finns listade.